# Astragalus meuselii
Astragalus meuselii är en ärtväxtart som beskrevs av Angel María Romo. Astragalus meuselii ingår i släktet vedlar, och familjen ärtväxter. Inga underarter finns listade i Catalogue of Life.